# پوبیدا
پوبیدا (روسی: Победа) شرکت ساعت‌سازی روسی است، که در سال ۱۹۴۵ تأسیس شد و هم‌اکنون زیرمجموعه‌ای از شرکت راکتا می‌باشد.